# Standing Bear
Ne doit pas être confondu avec Luther Standing Bear.
Standing Bear, Machunahzha en ponca (né vers 1829 - mort en 1908) est un chef de la tribu amérindienne des Poncas. Il est connu pour avoir obtenu, lors d’un procès, la reconnaissance de la Cour de justice américaine qu’« un Indien est une personne » et est donc sous la protection de l’habeas corpus qui le protège de toute arrestation arbitraire. Sa victoire judiciaire se suivit d’une grande tournée de conférences à travers les États-Unis accompagné de Susette La Flesche et de son mari Thomas Tibbles durant laquelle ils diffusèrent largement la question des conditions de vie des Amérindiens dans les réserves auprès des intellectuels euro-américains. Du jugement porté lors de son procès découla quelques années après le Dawes Act qui est le premier signe de reconnaissance de droits individuels pour les Amérindiens.

## Biographie

### Jeunesse
Standing Bear est né vers 1829 dans un campement ponca traditionnel implanté près de la confluence des rivières Niobrara et Missouri. Il est le chef du clan de l'Ours (Bear en anglais) de la tribu ponca. On ne sait que très peu de choses sur l’enfance et la jeunesse de Standing Bear, ni même sur son accession aux responsabilités de sa tribu. On peut seulement deviner la vie qu’il mena en s’intéressant à l’histoire de sa tribu.
Dans les années 1840, les Poncas se dispersent dans l’Ouest, le long de la rivière Niobrara et disparaissent des documents historiques euro-américains. Ils n’ont que quelques contacts avec les Blancs, par l’intermédiaire de rares marchands et d’une visite du Père Pierre-Jean De Smet en 1848. À cette époque, les Poncas sont des chasseurs de bisons mais ceux-ci sont de plus en plus rares à trouver à cause du commerce de peaux et des grandes chasses organisées par les Blancs. Les Poncas subissent régulièrement des raids de la part des Lakotas (ou Sioux).
En 1854, lors du traité entre les Omahas (qui sont ethniquement très proches des Poncas et avec qui ils entretiennent de nombreux rapports) et le gouvernement des États-Unis, les terres aux bords de la rivière Niobrara où vivent les Poncas sont incluses par inadvertance dans la cession que prévoit l’accord. Les terres sur lesquelles habitent les Poncas ne leur appartiennent plus et sont donc ouvertes à la colonisation des Euro-Américains.
La première implantation des Blancs sur le territoire Ponca se fait deux ans plus tard avec la fondation de la ville de Niobrara. Un petit fort et plusieurs autres constructions sont bâtis. Durant l’hiver 1856-1857, prenant cet acte comme une invasion, les Poncas brûlent la petite colonie sauf le fort. Mais l’été suivant, de nouvelles habitations apparaissent de nouveau. Les Poncas continuent de harceler les colons en détruisant leurs propriétés jusqu’à la signature d’un traité en 1858 établissant une réserve pour les Poncas entre la Niobrara et le Missouri. Ces frontières changent en 1865 pour inclure des cimetières tribaux omis dans le précédent traité. Cette réserve limite fortement le territoire des Amérindiens mais le gouvernement leur assure en échange une protection militaire en cas d’attaque ou de raid des tribus ennemis, notamment des Lakotas.
Seulement en 1868, le Congrès américain décide d’inclure la terre des Poncas dans la Grande Réserve sioux. On ne sait pas exactement si cette décision est une erreur, un oubli, ou alors si elle est le fruit d’une fraude, ou d’un signe d’apaisement envers les puissantes bandes Lakotas. Toujours est-il que l’erreur n'a jamais été entièrement corrigée.
Cela a permis plus facilement aux Lakotas d’attaquer les Poncas. La protection militaire promise par les anciens traités n’est que symbolique et ne permet pas de protéger efficacement les Poncas qui se font même attaquer pendant qu’ils travaillent leurs champs. La tribu passe les huit années suivantes à repousser les attaques sioux et à convaincre Washington qu’elle a commis une erreur.
Les récoltes sont également un autre souci des Poncas. Comme chez les propriétaires Blancs qui vivent autour de leur territoire, leurs récoltes sont souvent marginales à cause de la pauvreté de la terre et des attaques de sauterelles. Mais contrairement aux Blancs qui peuvent aller plus loin pour trouver de meilleures terres, les Poncas sont limités à leur réserve et des cas de malnutrition se développent.

### Déplacement vers le Territoire indien

#### Une mésentente préjudiciable
En 1875, les raids sioux sont devenus tellement invivables que les Poncas font parvenir, via le Bureau des affaires indiennes, une demande de déplacement de la tribu chez leurs cousins et amis Omahas.
En 1876 les chefs poncas, dont Standing Bear, signent un accord avec Washington qui engage le transfert de la tribu dans le « territoire indien ». Seulement, il eut une énorme mésentente entre les deux parties. Le « territoire indien » en question est le nom qu’a donné le gouvernement à une immense région de l’Oklahoma où sont déportées nombre de tribus amérindiennes. Les Poncas sont totalement indignés lorsqu’ils comprennent que l’accord ne parlait pas de la réserve Omaha qu’ils espéraient.

#### Le déplacement

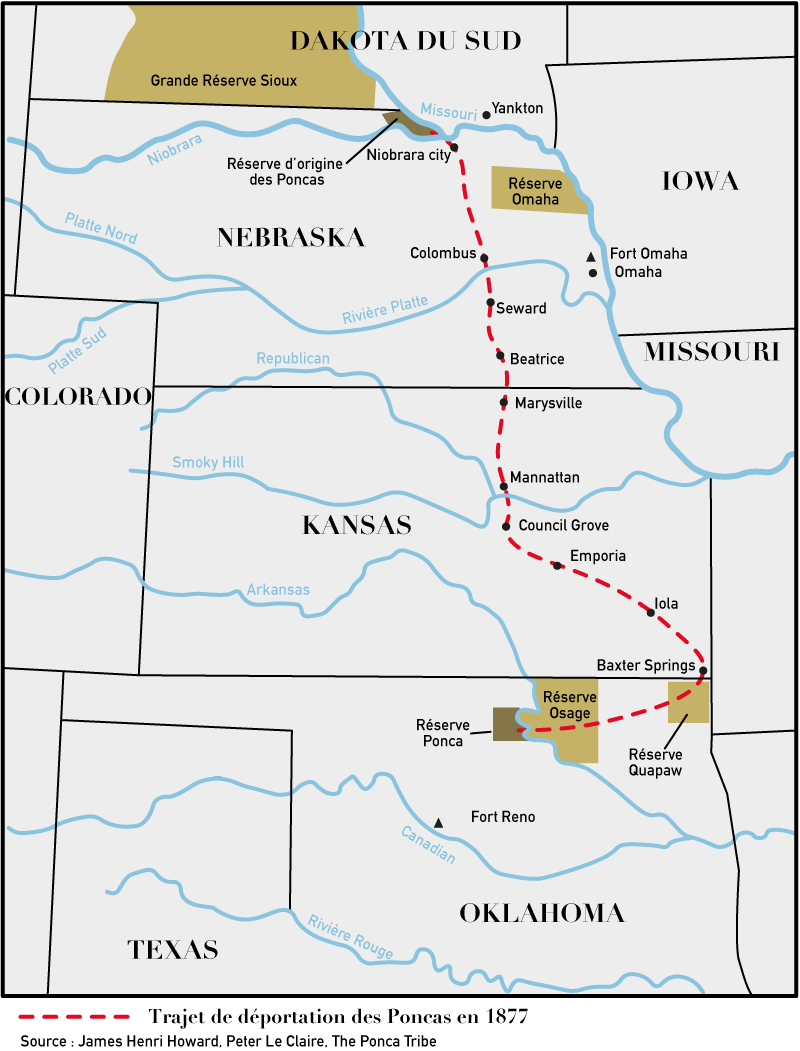
Trajet de déportation de Standing Bear et des Poncas en 1877.

Standing Bear s’oppose fortement à l’inspecteur de l’Agence indienne, Edward Kemble, qui est chargé de gérer le déplacement de la tribu dans le Territoire indien. Il obtient de Kemble de pouvoir aller inspecter leur futur territoire avec neuf autres chefs de la tribu. En février 1877, Standing Bear et les autres chefs poncas, arrivent dans le Territoire indien. Ils sont très vite effarés de ce qu’ils voient : un sol pauvre et caillouteux travaillé vainement par des Amérindiens affaiblis et sales. Sur place, certains Osages les avertissent de la mauvaise qualité des terrains. Ne voulant pas en voir plus, Standing Bear et ses pairs demandent à l’inspecteur Kemble et l’agent James Lawrence de pouvoir rentrer chez eux. Les deux fonctionnaires les obligent cependant à choisir un morceau de terre où ils devront bientôt vivre. Standing Bear et les autres chefs laissent sur place deux des leurs qui sont trop âgés pour faire les 1 000 kilomètres du retour à pied.
Le 7 mars, ils arrivent dans la réserve Oto (en), très fatigués et les pieds en sang. Puis le 12 mars, ils atteignent la réserve Omaha. Chez les Omahas, ils ont l’opportunité d’envoyer un télégramme au Président des États-Unis et Standing Bear écrit dans plusieurs journaux (Sioux City Daily Journal, Niobrara Pioneer…) pour dénoncer la situation de son peuple. Une fois rentrés chez eux, Standing Bear essaie de convaincre les siens de ne pas céder face aux Blancs et de refuser le déplacement.
Si Standing Bear convainc une majorité de son peuple, près de 170 Poncas décident tout de même de partir volontairement pour le Territoire indien au mois d’avril 1877. Début mai, quatre compagnies de soldats sont envoyées pour forcer les 523 Poncas restants à faire le voyage. La tribu laisse sur place tout ce qu’elle ne peut pas emporter. Les femmes poncas, mariées à des hommes omahas ou yanktons doivent abandonner leur famille et aller vivre dans la tribu de leur mari. Une fois la caravane partie pour le transfert, les trois villages poncas sont rasés sur les ordres de l'inspecteur et de l'agent. 236 maisons, ainsi que toutes les granges et dépendances, le moulin à farine, scierie et atelier de forgeron, même l'église et l'école ont été démolies. Le seul bâtiment laissé intact est l'agence du Bureau des affaires indiennes.
Sur leur chemin, un des chefs de la tribu Omaha, Joseph LaFlesche, et sa fille Susette Bright Eyes La Flesche leur rendent visite pour les soutenir et s’aperçoivent que les Poncas sont épuisés. Reconnues par les militaires, les deux personnalités omahas doivent quitter les Poncas. Mais cette rencontre fut décisive pour la suite. Elle poussa Susette Bright Eyes La Flesche, alors diplômée de l’Elizabeth Institute for Young Ladies, à défendre la cause des Amérindiens parmi les intellectuels euro-américains.
De nombreux Poncas meurent tout au long de la route. Le 5 juin, la fille de Standing Bear, Prairie Flower, meurt d'épuisement et de maladie. Une fois arrivés à destination, l’inspecteur Howard, qui a remplacé Kemble et qui a escorté les Poncas, écrit à son supérieur le Commissaire Smith « qu’une grande mortalité au sein de la tribu allait sûrement suivre ». En effet, à la fin de l’année 1877, 158 membres de la tribu sont morts. Dans les deux années suivantes, un tiers de la tribu est mort de maladie.

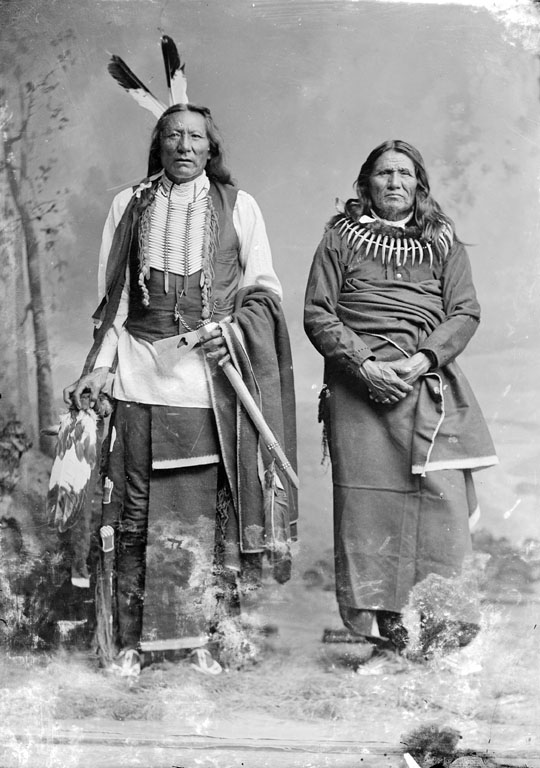
White Eagle et Standing Bear.

En novembre 1877, Standing Bear, White Eagle et d’autres chefs se rendent à Washington. Ils rencontrent le président Hayes et le nouveau Commissaire aux affaires indiennes, Ezra Hayt. Ils promettent aux Poncas l’attribution de nouvelles terres. Seulement aucun fonds ne fut débloqué pour mettre en place un quelconque déplacement de la tribu. La situation devient très difficile. Les Poncas ont beaucoup de mal à cultiver leur mauvaise terre et les chevaux ainsi que le bétail meurent petit à petit. Cela participe à l’augmentation de la mortalité dans la tribu, surtout chez les enfants.

#### La fuite de Standing Bear
En hiver 1878, Bear Shield, le fils de Standing Bear tombe malade et meurt alors qu’il n’est qu’âgé de seulement 16 ans. Ayant promis à son fils de l'enterrer parmi ses ancêtres près du Niobrara et n’en pouvant plus de cette situation invivable, Standing Bear décide de partir du Territoire indien pour revenir sur ses terres natales. Patiemment, il réunit vivres, chevaux, argent et part au début de l’année 1879 avec une petite troupe composée au total de 66 hommes, femmes et enfants,.
En voulant rejoindre leur ancien territoire, Standing Bear et sa troupe s’arrêtent dans la réserve Omaha où ils sont accueillis et une nouvelle fois soutenus par le chef Joseph LaFlesche. Celui-ci leur offre l’hospitalité pour aussi longtemps qui le désirent.
Seulement, le gouvernement considère cette sortie du Territoire indien comme un délit et Standing Bear est arrêté, avec ceux qu’ils l’ont suivi, dans la réserve Omaha. Le général George Crook est chargé d’arrêter les fugitifs et de les incarcérer au Fort Omaha, avant qu’ils ne soient ramenés dans le Territoire indien.

### United States ex rel. Standing Bear v. Crook
Joseph et Susette La Flesche arrivent à s’entretenir avec le général Crook, pour défendre la cause de leurs amis. En empathie avec Standing Bear et la situation dans laquelle se trouve son peuple, Crook parvient à différer leur départ et en profite pour prévenir le jeune éditeur du Omaha Daily Herald (Nebraska) Thomas H. Tibbles. Celui-ci rend compte publiquement dans son journal de la situation des Poncas et envoie son histoire à de nombreux journaux de l'est du pays.
Tibbles ne s’arrête pas là, il demande à l’avocat John Lee Webster de défendre le peuple de Standing Bear en essayant de faire valoir leurs droits, qu’ils ne peuvent pour l’instant pas revendiquer car ils ne sont pas considérés comme des citoyens américains. Webster se fait assister d’Andrew Jackson Poppleton afin d’être le porte-parole de la cause ponca. Une pétition est mise en place pour demander l’habeas corpus pour la tribu de Standing Bear.
Grâce au travail de Susette La Flesche, Thomas Tibbles, John Lee Webster et de Poppleton, le juge Dundy émet l’ordonnance d’habeas corpus pour Standing Bear et les siens le 8 avril 1879.
Le 10 avril, le procureur de district rejette ce jugement considérant que « ... Indiens se tiennent comme des pupilles du gouvernement, et sont soumis aux mêmes relations avec le gouvernement que des mineurs à leurs parents ... »

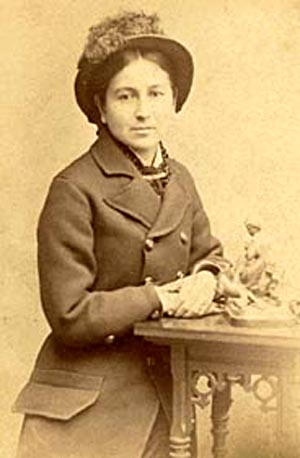
Susette La Flesche.

Le 1er mai, le juge Dundy décide d’organiser le procès United States ex rel. Standing Bear v. Crook (Crook est cité dans l'accusation car les Poncas n'ayant aucun droit, il est considéré comme leur responsable aux yeux de la loi) pour déterminer si oui ou non, les Amérindiens peuvent réclamer l’habeas corpus.
Au début du jugement, Standing Bear ne parlant pas anglais, un interprète est mis à disposition de la Cour pour traduire ses propos. Seulement l’interprète n’est pas un Amérindien et ne traduit pas tout ce qu’il se dit dans le procès. Standing Bear se sent mal à l’aise de ne pas tout comprendre à ce qui se passe et de ne pas pouvoir pleinement s’exprimer. Thomas Tibbles fait savoir cette frustration au juge Dundy et permet à Susette La Flesche, qui est parfaitement bilingue et empreinte des deux cultures omaha et euro-américaine, de traduire pour Standing Bear. Le chef ponca peut désormais faire valoir sa propre éloquence à travers Susette La Flesche. Il émeut l’assistance par ses paroles. Une de ses plus célèbre intervention durant le procès est lorsqu’il montra sa main au juge et lui dit : « Cette main n’est peut être pas de la même couleur que la vôtre mais si je la perce je vais ressentir la douleur. Si vous percez votre main, vous sentirez aussi la douleur. Le sang qui coulera de la mienne sera de la même couleur que celui qui coulera de la vôtre. Je suis un homme. Le même Dieu nous a créé. » Le 12 mai 1879, le juge Dundy rend son jugement et considère qu’un Amérindien est une personne et peut prétendre à l'habeas corpus, qu’aucune autorité n’existe pour renvoyer les plaignants dans le Territoire indien, que les Amérindiens ont le droit inaliénable à la vie, à la liberté, et la poursuite du bonheur et enfin, que les Poncas doivent être libérés sur le champ.

### Effet du jugement
Ce jugement est considéré comme le premier acte de la fondation de la citoyenneté des Amérindiens aux États-Unis.
Seulement, il faudra seulement attendre 1881 avant que le gouvernement accepte pleinement la décision de la Cour. La même année, le Congrès reconnait officiellement le tort qu’ont subi les Poncas dans le traité de Fort Laramie. 10 520 hectares sont remis aux Poncas et 165 000 $ leur sont donnés en guise de réparation. Cinq mois plus tard, les Sioux renoncent à leur revendication sur le territoire le long de la Niobrara.
Entre-temps dans le Territoire indien, Big Snake, le frère de Standing Bear est abattu à la suite de ce qui serait, selon les Poncas d’aujourd’hui, une arrestation arbitraire qui aurait dégénéré. Lui reprochant d’être sorti de la réserve Ponca de l’Oklahoma pour aller dans celle des Cheyennes sans accord des autorités, les agents de la réserve l’ont interpellé. Enorgueillis de la victoire judiciaire de son frère, ils auraient vivement protesté et l’ont arrêté. Il serait mort durant une bagarre qui aurait éclaté dans les locaux de l’agence fédérale.
La mort de Big Snake freina l’enthousiasme des autres Amérindiens. Malgré la possibilité qui leur est donnée de retourner dans le Nebraska, une majorité de Poncas choisit de vivre dans le Territoire indien où ils reçoivent maintenant un meilleur traitement, et où ils se sont résolus à vivre. Cependant, Standing Bear et ses partisans choisissent de vivre sur la terre de leur ancienne réserve.
Les Poncas se trouvent depuis ce jour divisés en deux tribus distinctes : les Poncas du Sud (South Poncas, ou Hot-Country Poncas en anglais, Maste-Ponka en ponca) et les Poncas du Nord (North Poncas ou Nebraska Poncas, Osni-Ponka en ponca).

### Tournée de conférences
Standing Bear se lia d’amitié avec Thomas Tibbles et Susette La Flesche (qui allait devenir la femme de Thomas). Il participe avec eux-deux et Francis La Flesche à une tournée de conférences dans tous les États-Unis afin de défendre la cause amérindienne. Susette traduit les propos de Standing Bear qui relate son histoire et les conditions dans lesquelles vit son peuple. En passant par Boston, Pittsburgh, New York, Chicago et Washington, ils obtiennent beaucoup de succès et ils arrivent à rallier à leur cause de nombreuses sommités telles que le sénateur Henry L. Dawes, l'écrivaine Helen Hunt Jackson ou encore l'archéologue Alice Cunningham Fletcher. Ces personnes, influencées par les propos de Standing Bear, vont fonder plusieurs organismes comme le Boston Indian Citizenship Commitee et l’Indian Treaty Keeping.

### Mort
À la fin de la tournée, en 1881, il revient vivre parmi son clan le long de la rivière Niobrara où il meurt en 1908. Il est enterré avec ses ancêtres.

## Hommage
Un pont a été nommé en son honneur : le Chief Standing Bear Memorial Bridge (en). Il passe au-dessus du Missouri et relie les communautés de Niobrara (Nebraska) et de Running Water (Dakota du Sud). Une statue à son effigie a été réalisée par la ville de Ponca City dans l'Oklahoma, où est resté une partie des Poncas.
Aujourd'hui, un buste de Standing Bear se trouve dans le Nebraska's State Capitol Hall of Fame Nebraska, en l'honneur de ses efforts en faveur des droits pour les Amérindiens.
L'astéroïde (19407) Standing Bear a également été nommé en son honneur.

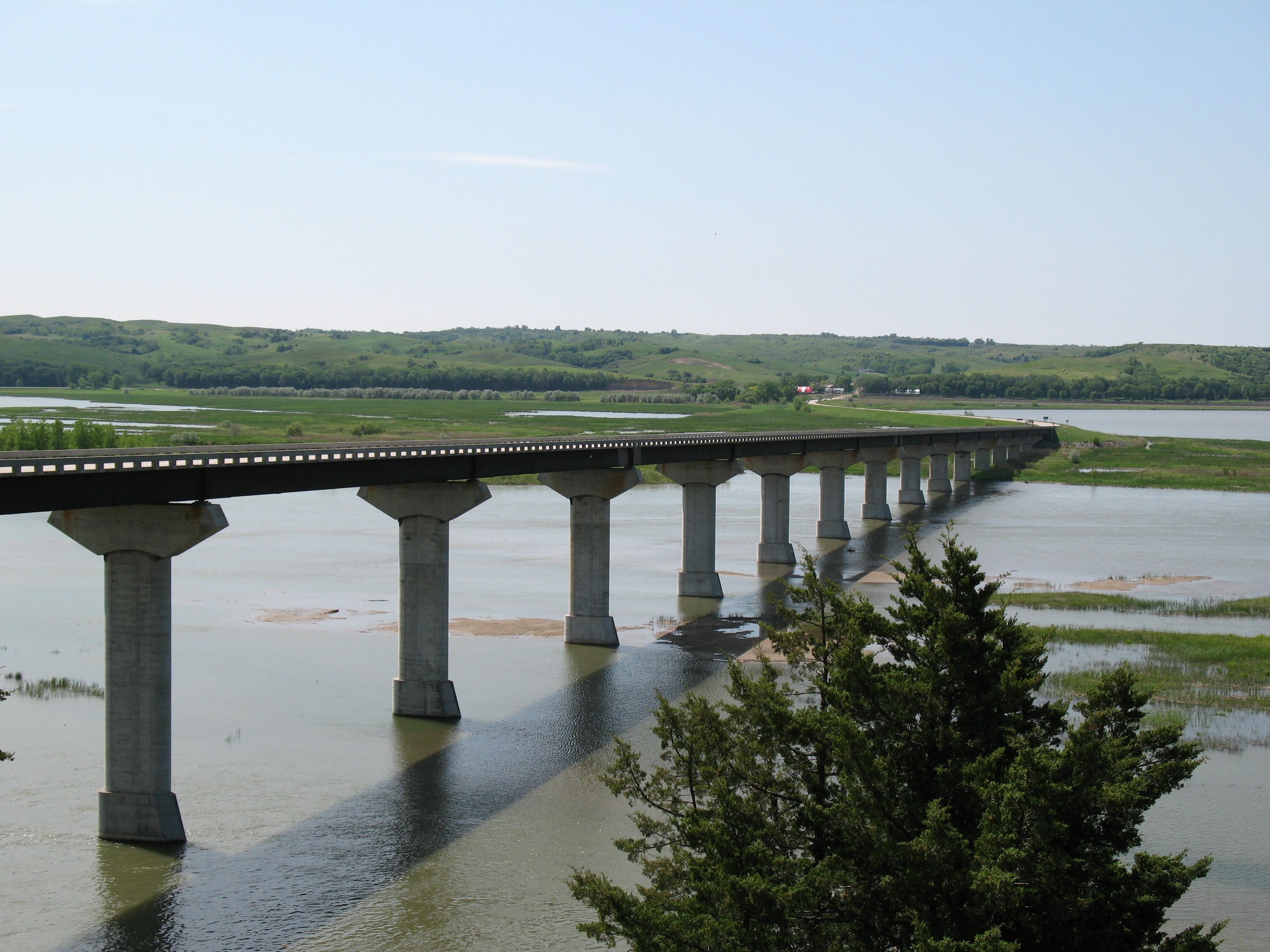
Le Chief Standing Bear Memorial Bridge
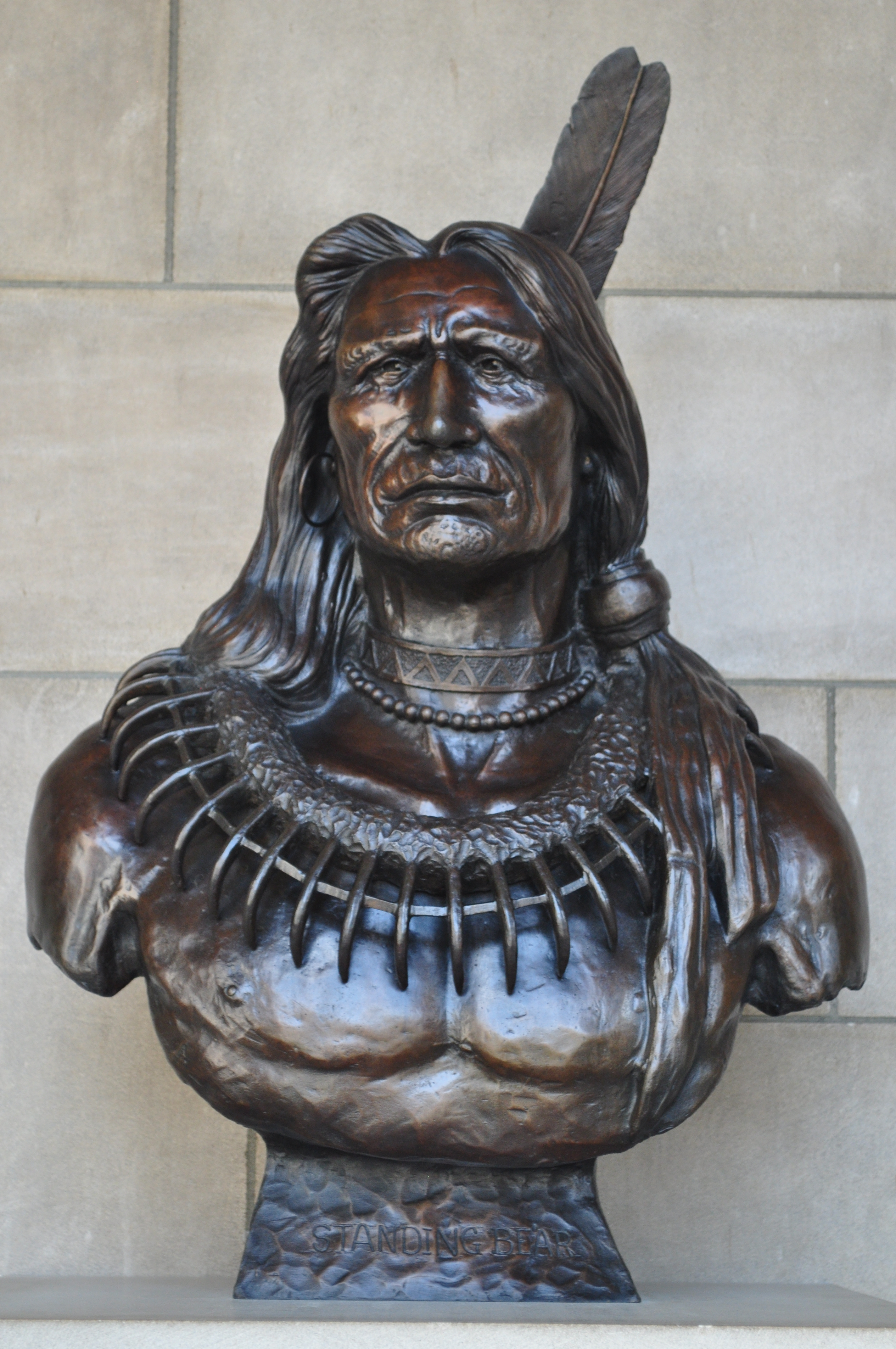
Buste de Standing Bear au Nebraska’s State Capitol Hall of Fame